# Іваничі (станція)
Іва́ничі — проміжна залізнична станція Рівненської дирекції Львівської залізниці.
Розташована в однойменному селищі міського типу Волинської області на лінії Ковель — Сапіжанка між станціями Сокаль (24 км) та Володимир (26 км).
Від станції відходять під'їзні колії до цукрового заводу, нововолинських шахт Львівсько-Волинського вугільного басейну та заводу з виробництва добрив.
Поруч зі станцією розташована автостанція «Іваничі».

## Історія
1914 року була прокладена залізниця до села Іваничі, яка з'єднала село з містом Володимир і в той час мала стратегічне значення. Відразу як тільки залізниця почала функціонувати станція була захоплена австро-німецькими військами, які перебували тут до кінця 1918 року.
Перша будівля вокзалу була дерев'яною і побудовано 1915 року. У будівлі вокзалу у 1919 році розміщувався штаб 13-ї сотні Української Галицької Армії. Сотня вела важкі бої з польськими військами, сили яких істотно переважали. Теперішня кам'яна будівля була зведена поляками впродовж 1925—1926 років.
З 18 березня по 31 травня 2020 року, через пандемію COVID-19, було закрито вокзал та припинено пасажирське сполучення по станції, з 1 по 5 червня курсував лише приміський поїзд № 6307/6302 до Ковеля, проте в період з 6 по 29 червня 2020 року знову було припинено пасажирський рух. З 30 червня по 19 липня відновлено курсування цього приміського поїзда і з 20 липня подовжили до станції Червоноград, з 6 жовтня курсує через цю станцію двічі, бо змінював напрямок на станції Ізов.
З 13 листопада 2020 року відновлено рух пасажирського поїзда № 142/141 «Галичина» сполученням Львів — Бахмут.
На цю мить рух пасажирського поїзда № 142/141 «Галичина» сполученням Львів — Бахмут скасовано через російське вторгнення в Україну.
На станції зупиняються пасажирські поїзди № 132/131 Львів — Дніпро, № 114/113 Львів — Харків та одна пара дизель-потяга Ковель — Червоноград.

## Пасажирське сполучення
На станції зупиняється пасажирський потяг 132/131 Львів — Дніпро, 114/113 Львів — Харків та одна пара дизель-потяга Ковель — Червоноград.
| з 20/01/2023 по парних (крім 26/03-6/05/2023), при двох непарних 28,30,2 |

| з 1/02/2023 по непарних (крім 27/03-1/05/2023), при двох непарних 29,31,1,3 |

| з 3/02/2023 по непарних, при двох непарних 31,2,3,5 |